# Лищиця пагорбова
Лищиця пагорбова, лещиця горбкова (Gypsophila collina) — вид рослин з родини гвоздикових (Caryophyllaceae); зростає на півдні Румунії, у Молдові, на півдні України.

## Опис
Багаторічна рослина 30–80 см. Рослина без запушення. У пазухах стеблових листків є безплідні пагони. Пелюстки рожеві, на 1/3 довші від чашечки.

## Поширення
Зростає на півдні Румунії, у Молдові, на півдні України.
В Україні зростає на вапнякових відслоненнях — у півд. ч. Лісостепу, Правобережному Степу і Криму, спорадично